# 埃尔斯特奥厄
埃尔斯特奥厄是德国萨克森-安哈尔特州的一个市镇。总面积79.93平方公里，总人口8981人，其中男性4464人，女性4517人（2011年12月31日），人口密度112人/平方公里。